# Dopolavoro Meda 1940-1941
Questa voce raccoglie le informazioni riguardanti il Dopolavoro Meda nelle competizioni ufficiali della stagione 1940-1941.

## Rosa
| N. |                   | Ruolo | Calciatore           |
| -- | ----------------- | ----- | -------------------- |
|    | Italia (bandiera) | D     | Federico Amenta      |
|    | Italia (bandiera) | D     | Alberto Besana       |
|    | Italia (bandiera) | A     | Bruno Bianchi        |
|    | Italia (bandiera) | P     | Dante Borsani        |
|    | Italia (bandiera) | A     | Sandro Coppa         |
|    | Italia (bandiera) | C     | Romildo Dossena      |
|    | Italia (bandiera) | A     | Giovanni Galli       |
|    | Italia (bandiera) | P     | Ermenegildo Lanzetti |

| N. |                   | Ruolo | Calciatore            |
| -- | ----------------- | ----- | --------------------- |
|    | Italia (bandiera) | D     | Alessandro Limonta    |
|    | Italia (bandiera) | D     | Giovanni Milani       |
|    | Italia (bandiera) | C     | Salvatore Musmeci     |
|    | Italia (bandiera) | D     | Mario Pattori         |
|    | Italia (bandiera) | D     | Carlo Pedretti        |
|    | Italia (bandiera) | C     | Osvaldo Raffaglio     |
|    | Italia (bandiera) | A     | Fausto Strada         |
|    | Italia (bandiera) | C     | Mario Luigi Tagliabue |